# Hervé Labat
Pour les articles homonymes, voir Labat.
Pas d'image ? Cliquez ici

a Compétitions nationales et continentales officielles uniquement.

Hervé Labat, né le 21 juin 1970 à Tartas, est un joueur français de rugby à XV qui évolue au poste de demi d'ouverture.
Il a fait partie des buteurs les plus prolifiques de sa génération. Il est également connu pour sa grande maîtrise du drop goal.

## Biographie

### Carrière de joueur
Hervé Labat découvre le groupe A de la première division avec l'US Dax mais joue alors peu, devancé dans la hiérarchie par les internationaux Jean-Patrick Lescarboura et Thierry Lacroix.
Il quitte alors le club pour le Saint-Paul Sports avec qui il est finaliste du championnat de France de première division groupe B en 1994 permettant au club de rejoindre l'élite la saison suivante.
L'année suivante il rejoint le RC Nîmes pour remplacer Didier Camberabero parti à Grenoble.
En 1997 il retrouve l'US Dax en première division, avec qui il participe pendant deux saisons au Challenge européen.
En 1999 il rejoint l'US Tyrosse en Élite 2 pour remplacer François Gelez parti à Agen.
Il signe son retour à l'US Dax en 2003.
Après une saison 2005-2006 où il évolue peu sur le terrain, Labat se dirige vers les divisions amateurs avec à l'US Orthez, tout d'abord avec le rôle d'entraîneur-joueur ; il prend sa retraite en 2010,,. Il sort de sa retraite quelques mois plus tard pour renforcer l'effectif landais de l'AS Montfort.

### Carrière d'entraîneur
En 2025, il intègre l'encadrement technique du Rion Morcenx Club Rugby en tant que manager.

## Palmarès
Avec Saint Paul Sports
- Championnat de France de première division groupe B :
  - Vice-champion (1) : 1994

Avec l'US Dax
- Challenge européen :
  - Quart de finaliste (1) : 1999